# 弱美男英雄Class 1
《弱美男英雄Class 1》（：／），為韓國Wavve於2022年11月18日上線的網路劇，故事改編自徐霸和金珍石的2018年同名網路漫畫，由《D.P：逃兵追緝令》的韓峻熹導演擔任創意總監，導演則是柳秀敏執導。
此劇描繪位居上游1%的模範生連始垠和他第一次交到的朋友修豪、範錫一起對抗暴力事件的成長過程。臺灣由愛奇藝國際站於11月18日獨家上線。LINE TV、LiTV 線上影視、friDay影音全劇上架。

## 演員陣容

### 主要人物
| 演員   | 角色   | 介紹 |
| 朴志訓 | 連始垠 | 標準的超級學霸，除了學習之外，對任何事情都不感興趣，不過讀書也只是沒目標的死讀書。不願和別人搭話所以都戴著耳機，自願成為邊緣人，每天都只在學校、家裡和補習班生活，父母從小都不太關心他。因為受到全英彬的欺負，平靜的學校生活開始變得危險。 “我不是拜託過你了嗎？請你停止。” 因這句像警告一樣的請求使他被欺負的越來越厲害，就在要爆發的那一刻修豪和範錫出現並向他伸出援手。總是獨自一人的始垠似乎感覺到生活中將要有比讀書更重要的事情出現。 |
| 崔顯旭 | 安修豪 | 業餘拳擊運動員，全校都怕他，不管是誰來挑釁都可以一拳解決對方。但不會欺負人，只會在需要的時候才出現。有著直率且自由奔放的個性，但是在學校的存在感卻不高。因為他除了和奶奶約定的全勤畢業以外，對其他事都不關心。放學都在打工兼職。 修豪對原以為是柔弱模範生，卻不忍受全英彬的欺負選擇正面對決的始垠，漸漸有了注意。同時也對始垠沒有靈魂的眼神饒有興趣。                                                                                      |
| 紅炅   | 吳範碩 | 比起我的名字，「國會議員的兒子」這個稱呼更讓人熟悉。個性膽小，總是畏畏縮縮，所以成為不良少年的欺負對象。因為被霸凌，從文康高中轉學到壁山高中，結果又被知情的全英彬盯上。 看到始垠不畏懼的樣子後，有了想要變強大的渴望。懷著這樣的憧憬和始垠、修豪變成為了知己。 但是在某一瞬間忽然有了這樣的想法，「我會不會......只是他們的跟班？」 |
| 申承浩 | 全錫大 | 離家出走團隊的行動隊長，只要能賺錢他什麼事都能做。受到堂弟英彬的委託攻擊始垠。 因情況所逼使用暴力，但內心對過度殘暴的組織有所抗拒。 |
| 李妍   | 小英   | 無處可去，心理也沒有歸屬，以離家出走團隊的身分生活已久。沒有回家的想法，也沒有尋找她的家人。 在遇到始垠、修豪、範碩後，夢想與其他同齡孩子一樣過上平凡的生活。 |

### 碧山高中學生
| 演員   | 角色   | 介紹                                                                               |
| 金秀謙 | 全英彬 | 高中生不良少年，全錫大的堂弟。成績永遠輸給時恩的萬年第二名，和時恩糾纏到最後一刻。 |
| 尹正勳 | 李正燦 | 全英彬的跟班之一。                                                                 |
| 黄成彬 | 韓泰勳 | 全英彬的跟班之一。                                                                 |

### 碧山高中教職員
| 演員   | 角色 | 介紹                                                           |
| 廉智詠 |      | 1年6班班導。雖然為同學們著想，但對無法承擔的不義行為視而不見。 |
| 申俊哲 |      | 文學老師。                                                     |

### 其他人物
| 演員                | 角色       | 介紹 |
| 羅哲                | 金吉秀     | 離家出走團隊的老大。只要能賺錢什麼事都做得出來。                                                                                |
| 車成濟              | 成燦       | 14歲，離家出走團隊的老么。 |
| 金成均              | 延時恩父親 | 柔道國家代表隊教練。因外地訓練所以時常不在家，與時恩母親離婚許久。                                                              |
| 孔賢珠              | 延時恩母親 | 有名的補習班老師。與時恩父親離婚許久。                                                                                          |
| 趙漢哲              | 吳進元     | 吳範錫的父親，國會議員。 |
| 吴东旻              |            | 吳進元的輔佐官。 |
| 車禹閔              | 姜宇英     | 智成高中學生。與安秀浩是中學時期的舊識，亦是名拳擊運動員，以參加UFC為目標。在最後一集結尾彩蛋中有提到原為那白真選的聯盟候選人。 |
| 劉秀彬 （特別出演） | 崔孝滿     | 銀章高中學生。 |

## 獎項
| 獎項         | 日期          | 獎項                    | 入圍者                | 結果 | 參    |
| ------------ | ------------- | ----------------------- | --------------------- | ---- | ----- |
| 百想藝術大獎 | 2023年4月28日 | TV部門 男子新人演技賞   | 紅炅                  | 提名 | [ 2 ] |
| 青龍系列大獎 | 2023年7月19日 | 電視劇部門 最優秀作品賞 | 《弱美男英雄Class 1》 | 提名 | [ 3 ] |
| 青龍系列大獎 | 2023年7月19日 | 電視劇部門 新人男演員賞 | 朴志訓                | 獲獎 | [ 3 ] |

## 外部連結
- 在Netflix上觀看《弱美男英雄Class 1》
- Daum上《弱美男英雄Class 1》的資料